# سرأباد بار أفتاب (زلاغي الشرقي)
سرأباد بار أفتاب (بالفارسية: سارآباد برآفتاب) هي قرية تقع في إيران في قسم زلاغي الشرقي الریفي. يقدر عدد سكانها بـ 15 نسمة بحسب إحصاء 2016.